# Дебюкур, Жан
Жан Дебюкур (фр. Jean Debucourt, при рождении Жан Этьен Пелиссе (Jean Étienne Pelisse); 19 января 1894 — 22 марта 1958) — французский актёр.

## Биография
Родился в семье актёра и режиссёра Шарля Ле Баржи. Актёрскую карьеру начинал в конце 1910 годов, выступая на бульварных сценах. В 1936 году вошёл в труппу театра «Комеди Франсез» и со следующего года стал его сосьетером. В театре он осуществил несколько постановок и играл ведущие роли в классическом репертуаре. Преподавал в Школе на улице Бланш (ныне Высшая национальная школа искусств и техники театра) и Консерватории драматического искусства.
В начале 1920-х годов Жан Дебюкур начал сниматься в немом кино и за время своей актёрской карьеры сыграл роли в более чем 100 фильмах. Снимался в киноработах Жана Эпштейна, Марселя Паньола, Альберто Кавальканти, Анатоля Литвака, Жака Беккера и других.
Жан Дебюкур умер 22 марта 1958 года в Монруже, департамент Эссонн, в возрасте 64 лет. Похоронен на кладбище в Егревили в графстве Гатино, где он провёл раннюю юность и куда, в поисках воспоминаний, любил время от времени возвращаться.

## Фильмография
- Маленькая вещь (1923)
- Жан Шуан (1926)
- Мадам Речамье (1928)
- Падение дома Ашеров (1928)
- Волшебная жизнь Жанны Д'Арк, дочери Лотарингии (1929)
- Агония Орлов (1933)
- Принц Жан (1934)
- Кенигсмарк (1935)
- Майерлинг (1936)
- Малаккская женщина (1937)
- Пьяница (1937)
- Сараево (1940)
- Гром над Парижем (1940)
- Козырная карта (1942)
- История любви (1943)
- Женщина, которая смела (1944)
- Её последняя роль (1946)
- Идиот (1946)
- Роджер ла Хонт (1946)
- Дьявол во плоти (1947)
- Женщина в красном (1947)
- Невиновен (1947)
- Орёл с двумя головами (1948)
- Хромой дьявол (1948, Le Diable boiteux)
- Правосудие совершено (1950)
- Рим Экспресс (1950)
- Paris Vice Squad (1951)
- La Poison (1951)
- Leathernose (1952)
- Длинные зубы (1952)
- Влюбленные Марианны (1953)
- Портер от Максима (1953)
- Секрет Хелен Маримон (1954)
- Мамзель Нитуш (1954)
- Huis Clos (1954)
- Люди в белом (1955)
- Тигель (1957)